# Revelstoke

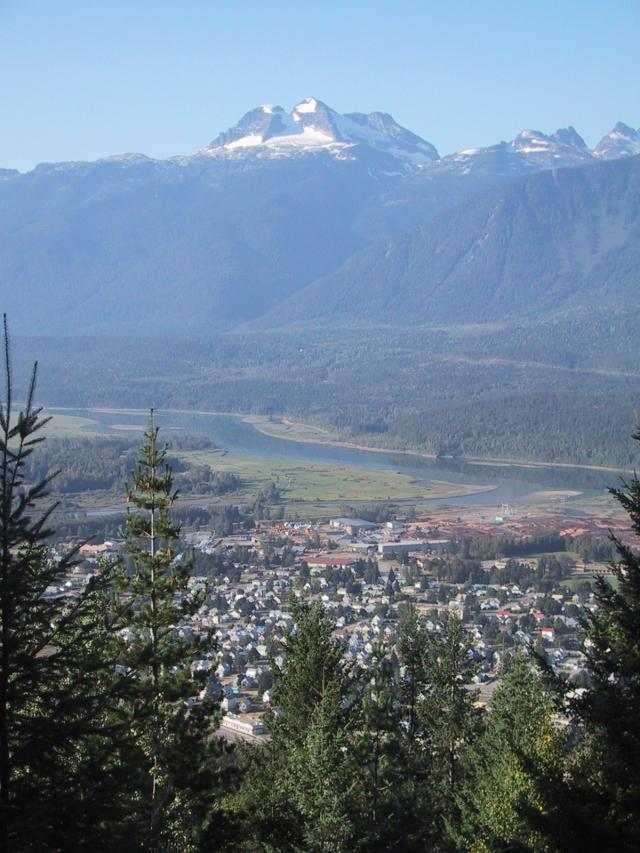
Revelstoke

Revelstoke este o localitate situată în provincia British Columbia din Canada. Ea se află amplasată în Munții Stâncoși pe cursul lui Columbia River, la 641 km est de Vancouver și 415 km vest de Calgary. Localitatea a fost întemeiată în anul 1880 de societatea Toronto Stock Exchange care construit calea ferată Canadian Pacific Railway, ea fiind amplasată la magistrala Trans-Canada Highway. La nord de Revelstoke se află Parcul Național  Mount-Revelstoke și barajul Revelstoke cu o lungime de 150 km, amplasat pe Columbia River. Locul este cunoscut prin sporturile de iarnă, printre care mai renumit este sportul de schi cu elicopterul numit Heliskiing. 